# Vervroegde uittreding en prepensioen
Vervroegde uittreding (VUT) is in Nederland een regeling die vervroegd stoppen met werken mogelijk maakt door een uitkering gedurende de periode van het stoppen met werken tot de leeftijd waarop een AOW-uitkering en aanvullend pensioen ingaat. De werkgever en/of de werknemers betalen de uitkeringen van de ex-werknemers die op dat moment in de VUT zitten. De werknemer heeft geen profijt van de regeling als hij voor de VUT-leeftijd vertrekt of na de VUT-leeftijd blijft werken, en ook niet als de regeling tussentijds wordt afgeschaft. De VUT had zijn hoogtijdagen tussen 1975 en 2005.
Prepensioen is vaak een combinatie van een VUT-achtige regeling en een opbouwdeel, waarbij elke werknemer spaart voor zijn eigen vervroegde uittreding.
Om eerder stoppen met werken niet te stimuleren heeft de Wet van 24 februari 2005, houdende wijziging van de Wet op de loonbelasting 1964, de Wet inkomstenbelasting 2001, de Wet op de vennootschapsbelasting 1969, de Wet arbeid en zorg en van enige andere wetten (Wet aanpassing fiscale behandeling VUT/prepensioen en introductie levensloopregeling), kortweg Wet VPL, met ingang van 2005 (2006 voor op 31 december 2004 al bestaande regelingen) VUT fiscaal onaantrekkelijk gemaakt; ook is het niet meer mogelijk om fiscaal gefaciliteerd prepensioen op te bouwen.
Behoudens overgangsregelingen komen VUT-regelingen daardoor nauwelijks meer voor.
De Wet VPL schafte ook de fiscale facilitering van overbruggingslijfrente af, en introduceerde de nu ook aflopende levensloopregeling. De laatste kan onder meer gebruikt worden voor vervroegd pensioen. Soms wordt het voorgaande en de levensloopregeling gecombineerd voor een extra vroeg prepensioen, zie FLO-overgangsrecht.
Men kan nog wel het ouderdomspensioen eerder laten ingaan (met actuariële herrekening). Hoe eerder het pensioen ingaat hoe lager het pensioen is dat fiscaal gefacilieerd kan worden opgebouwd. Zie ook vervroegd pensioen.
Voor overheidspersoneel was er de Wet van 21 december 1995 tot vaststelling van een kader voor regeling van rechten en verplichtingen van overheidspersoneel, onderwijspersoneel en daarmee gelijk te stellen personeel ter zake van vrijwillig vervroegd uittreden (Wet kaderregeling vut overheidspersoneel), die is ingetrokken met de Wet van 11 oktober 2007, houdende intrekking van diverse wetten, die haar betekenis verloren hebben, op het terrein van Binnenlandse Zaken en Koninkrijksrelaties.
Voor overheidspersoneel is de regeling Flexibel Pensioen en Uittreden (FPU) in 1997 ingevoerd, die bestaat uit een basisdeel en een opbouwdeel. De FPU geldt nog voor wie geboren is vóór 1950.

## Fiscale behandeling vervroegde uittreding
Artikel 10 van de Wet op de loonbelasting 1964 bepaalt onder meer dat onverminderd de omstandigheid dat de inhoudingsplichtige ingevolge artikel 32ba de aldaar bedoelde belasting is verschuldigd en de bedragen die worden ingehouden als bijdrage ingevolge een in artikel 32ba bedoelde regeling tot het loon behoren,  tot het loon behoren uitkeringen en verstrekkingen uit een voordien niet tot het loon gerekende aanspraak ingevolge een regeling voor vervroegde uittreding in de zin van artikel 32ba.
Artikel 32ba bepaalt dat een door een inhoudingsplichtige gedane en op hem drukkende uitkering ingevolge een regeling voor vervroegde uittreding alsmede een door een inhoudingsplichtige voldane en op hem drukkende bijdrage of premie aan een fonds dat of een verzekeraar die een zodanige regeling uitvoert, wordt aangemerkt als loon dat als een eindheffingsbestanddeel wordt belast naar een tarief van 52%. Dit is daarmee een pseudo-eindheffing.
De door de werkgever betaalde premies zijn dus belast. Ook zijn de werknemersbijdragen niet aftrekbaar. Toch zijn ook de uitkeringen belast.
Dit wordt de RVU-belasting of RVU-regeling genoemd (RVU = Regeling voor Vervroegde Uittreding).
Artikel 38c bepaalt dat voor werknemers geboren vóór 1950 die nu nog werken en waarvoor nog een oude regeling voor vervroegd uittreden bestaat de door de werkgever betaalde premies niet zijn belast, en de werknemersbijdragen wel aftrekbaar zijn. Voorwaarde is dat uitkeringen worden herrekend als ze later ingaan dan op de in de regeling vastgestelde ingangsdatum, waarbij de verhoging van de uitkeringen niet lager is dan 50% van de verhoging van de uitkeringen bij een actuariële herrekening. De aanspraak kan worden omgezet in extra ouderdomspensioen.

## Fiscale behandeling prepensioen
Er geldt ook een overgangsregeling voor prepensioen. Voor de definitie verwijst de huidige wet naar artikel 38a van de versie van de Wet op de loonbelasting 1964 van 2004.
Een prepensioen is een pensioen dat:
- niet eerder ingaat dan bij het bereiken van de 60-jarige leeftijd
- niet later ingaat dan bij:
  - het bereiken van de in de pensioenregeling vastgestelde ingangsdatum van het ouderdomspensioen
  - het eerder beëindigen van de dienstbetrekking op of na de in de prepensioenregeling vastgestelde ingangsdatum
- uiterlijk eindigt bij het bereiken van de 65-jarige leeftijd
- Het pensioen mag niet te hoog zijn. Ingeval het prepensioen later ingaat dan op de in de prepensioenregeling vastgestelde ingangsdatum mag het prepensioen actuarieel herrekend worden, maar niet verder worden verhoogd dan tot 100 percent van het pensioengevende loon.

De ongunstige fiscale regeling van de VUT geldt ook voor het omslaggefinancierde deel van prepensioenregelingen. Voor het opbouwdeel geldt dat de door de werkgever betaalde premies belast zijn als normaal loon, en dat werknemersbijdragen niet aftrekbaar zijn. De uitkeringen zijn belast voor zover de bijbehorende premie belastingvrij/aftrekbaar was, en belastingvrij voor zover bij de premiebetaling de nieuwe regeling gold. Het vrije tegoed valt in box 3. Zo is er bijvoorbeeld in het FLO-overgangsrecht naast een bruto tegoed van levensloopregeling en pensioen ook een kleiner netto spaarverzekeringstegoed.
Artikel 38d bepaalt dat voor werknemers geboren vóór 1950 die nu nog werken en waarvoor nog een oude prepensioenregeling bestaat de door de werkgever betaalde premies niet zijn belast, en de werknemersbijdragen wel aftrekbaar zijn. Voorwaarde is dat uitkeringen actuarieel worden herrekend als ze later ingaan dan op de in de regeling vastgestelde ingangsdatum, en dat de regeling de mogelijkheid van deeltijdpensioen biedt. De uitkeringen zijn belast.

## De eerste plannen
Het plan voor vervroegde uittreding met achterlating van een vacature voor een jonge werkzoekende werd in 1974 bedacht door Johan Grobbee, economisch medewerker van het Nederlands Katholiek Vakverbond (NKV). Nog in de studiefase meldde de perschef van het NKV dit idee aan de media, ter ondersteuning van een ledenwerfcampagne en om het verbondsbestuur te beïnvloeden.
In die tijd was de jeugdwerkloosheid als gevolg van de economische recessie erg hoog. Het "sociaal pensioen", zoals de uitgewerkte versie was gaan heten, had als doel om deze jeugdwerkloosheid te bestrijden: voor elke oudere die eerder stopte met werken, zou een jonge werkloze aangenomen moeten worden. Begin 1975 werd het plan officieel gepresenteerd door verbondsbestuurder Toon Riemen.
Jaap Boersma, de toenmalige minister van Sociale Zaken en Werkgelegenheid in het Kabinet-Den Uyl, stelde een commissie in om het plan te onderzoeken. Deze commissie, die onder leiding stond van Van Tets, een bestuurder van het pensioenfonds van Unilever, oordeelde negatief over het plan: het was volgens de commissie een illusie dat het plan de jeugdwerkloosheid zou kunnen oplossen. Ondanks dit negatieve advies besloot minister Boersma een tijdelijk experiment te starten in twee sectoren. Werknemers in het onderwijs en in de bouw kregen vanaf respectievelijk 1 december 1976 en 1 april 1977 voor één cao-periode de mogelijkheid om op 63- of 64-jarige leeftijd te stoppen met werken.

## Uitbreiding
Al spoedig werd het aantal sectoren met een VUT-regeling uitgebreid. In februari 1975 dreigde er een staking in de Rotterdamse haven als gevolg van een loonconflict tussen de werkgevers en de werknemers. Gezien de toch al zorgelijke economische situatie wilde minister Boersma een staking voorkomen. Hij slaagde hierin door de werknemers in de haven ook deelname aan het VUT-experiment aan te bieden. Hierna volgden al snel de metaalindustrie en andere sectoren.
De VUT-regeling bleek erg populair, zowel bij de werkgevers als bij de werknemers. Voor de laatste groep waren het vooral de gunstige financiële voorwaarden die de regeling erg geliefd maakten: wanneer men met de VUT ging, kreeg men een bruto uitkering die gelijk was aan 80% of 90% van het laatst verdiende loon. Omdat gepensioneerden geen premies voor de werknemersverzekeringen meer hoefden te betalen, kwam dit netto zelfs overeen met bijna 100%. Verder ging de opbouw van het ouderdomspensioen door tijdens de VUT.
Men kon dus stoppen met werken zonder dat dit enige financiële consequenties had. Voor werkgevers was de VUT-regeling gunstig omdat zij hierdoor op een nette wijze af konden komen van het personeel dat overbodig was geworden door de economische recessie.
In 1980 werd het experiment omgezet in een structurele regeling door Willem Albeda, de minister van Sociale Zaken in het Kabinet-Van Agt I. In de daarop volgende jaren werd de VUT-regeling in steeds meer cao's opgenomen en werd de uittreedleeftijd steeds verder verlaagd, totdat deze uiteindelijk (gemiddeld genomen) rond de 60 jaar kwam te liggen.

## Het einde van de VUT
Al vanaf de invoering van de VUT werd door sommigen getwijfeld aan de betaalbaarheid van de regeling. Dit had te maken met de wijze waarop de VUT gefinancierd was: door middel van een zogenaamd omslagstelsel, hetgeen betekent dat in elk jaar de VUT-uitkeringen van de gepensioneerden betaald werden door de mensen die op dat moment werkten. Omdat de Nederlandse bevolking echter vergrijst, zou dit systeem er echter toe geleid hebben dat een steeds kleinere groep werkenden de steeds groter wordende kosten van de VUT en andere door middel van een omslagstelsel gefinancierde elementen van de verzorgingsstaat (zoals de AOW) moest betalen.
Om die reden werd halverwege de jaren negentig door de sociale partners afgesproken om de VUT-regelingen langzaam aan om te zetten in prepensioenregelingen. De standaard uittreedleeftijd in de prepensioenregelingen ligt meestal wat hoger dan in de VUT-regelingen, gemiddeld zo rond de 62 jaar. Verder is het standaardniveau van de uitkering in de meeste sectoren verlaagd tot 70% van het laatst verdiende loon.
Het belangrijkste verschil betreft echter de flexibiliteit van de regelingen. De VUT-regelingen waren weinig flexibel: men kon vanaf een bepaalde leeftijd met de VUT en men kreeg dan een bepaalde voorafbepaalde uitkering. Wanneer men eerder stopte met werken kreeg men geen uitkering, wanneer men langer bleef werken, dan verloor men het recht op uitkering gedurende die jaren. De prepensioenregelingen zijn flexibeler opgezet. Men kan al voor de standaard uittreedleeftijd met pensioen, al is de uitkering dan lager omdat het beschikbare vermogen over meer jaren verdeeld moet worden. Op dezelfde wijze leidt langer doorwerken tot een hogere uitkering.

## Overgangsregelingen
De meeste prepensioenregelingen werden zo opgezet dat men veertig jaar moest sparen om een volledige uitkering te krijgen. Werknemers die op het moment van de invoering van het prepensioen al wat ouder waren, hadden niet meer de mogelijkheid om veertig jaar te sparen. Om te voorkomen dat deze werknemers allemaal tot hun 65e door moesten werken, werden er overgangsregelingen geïntroduceerd. Deze overgangsregelingen boden oudere werknemers bepaalde garanties over de leeftijd waarop zij konden stoppen met werken of over de uitkering die ze kregen.
Deze overgangsregelingen hebben vaak lange looptijden (tot circa 20 jaar). Dit betekent dat de uitkering van mensen die bijvoorbeeld anno 2004 met prepensioen gingen voor een behoorlijk deel nog door middel van een omslagstelsel werd gefinancierd. Het kabinet-Balkenende II wilde de arbeidsparticipatie van ouderen bevorderen door deze omslagfinanciering fiscaal te ontmoedigen: vanaf 1 januari 2006 zouden zowel de premies als de uitkeringen van omslaggefinancierde (delen van) regelingen belast moeten gaan worden. Dit voornemen ontmoette felle weerstand van de oppositie en de vakbonden en was een van de redenen voor de grote demonstratie op 2 oktober 2004 in Amsterdam. Ook de Raad van State en het Centraal Planbureau toonden zich in adviezen kritisch over het voorstel.

## AOW-gat
De verhoging van de AOW-leeftijd veroorzaakt voor mensen met VUT en prepensioen een AOW-gat. Men ontvangt tijdens de periode van het AOW-gat uitsluitend het "aanvullende" pensioen (het pensioen dat was bedoeld als aanvulling op de AOW-uitkering).
Met de Wet VPL is de fiscale facilitering van VUT- en prepensioenregelingen beperkt tot mensen geboren vóór 1950 (zie boven). De verhoging van de AOW-leeftijd veroorzaakte voor hen een AOW-gat van één tot drie maanden. De AOW-leeftijd voor deze mensen was namelijk:
- 65 jaar en 1 maand voor wie geboren is in de periode januari - november 1948 (AOW-uitkering ving aan in 2013)
- 65 jaar en 2 maanden voor wie geboren is in de periode december 1948 - oktober 1949 (AOW-uitkering ving aan in 2014)
- 65 jaar en 3 maanden voor wie geboren is in de periode november - december 1949 (AOW-uitkering ving aan in 2015)

In sommige gevallen kon de overbruggingsregeling het AOW-gat overbruggen.

## In België
In België was er het brugpensioen voor arbeiders of bedienden en "ter beschikkingstelling" voor leerkrachten.